# Керн теријер
Керн теријер (енгл. Cairn Terrier) је врста малог живахног пса који је првобитно био гајен на острву Скај и области Хајленд у западном делу Шкотске. Док је скај теријер због своје дуге и свиленкасте длаке врло брзо постао омиљени кућни љубимац, керн је задржао свој чупави и "запуштени" изглед и вековима пратио ловце по тешком граничарском терену. Назив је добио по гомилама камења (cairn) које је означавало древне гробнице у Шкотској и по којима је овај мали пас често гонио свој плен.

## Историја
Пси слични керновима могу се видети на сликама из шеснаестог века. Сматра се да раса датира још из 12. века. Потиче из јединствене аутохтоне групе теријера, од које су се касније развијали скај, шкотски, west highland white terrier.
Фармери су волели керн теријера јер никада није одустајао од свог плена. Његова неустрашивост и толеранција на бол су били легендарни. Иако је његова историја везана за фармере и радничку класу, брзо је постао популаран као пас за лов аристократа. Легенда каже да је један племић у лову устрелио свог риђег керна јер му се учинило да је лисица. Од тада је почео да гаји само беле кернове које је Кинолошки савез годинама касније признао као посебну расу west highland white terrier-a, односно популарног вестија.
Данас је керн теријер веома драг и живахан кућни љубимац. Весео је, неустрашив, потребна му је стална физичка активност. Није агресиван, али ће се упустити у сукоб уколико буде изазван. Није свестан своје величине и апсолутно не зна за страх. Погодан је за породице са одраслијом децом или активне појединце. Због своје живахне нарави и потребе за сталном физичком активношћу није погодан као кућни љубимац за старије особе.

## Општи изглед
Дивљи, снажан, окретан и живахан теријер.
Троугласта глава богато је обрасла длаком. Мале усправне уши, не много одлакане, тамне очи или боје лешника, размакнуте и прекривене густим обрвама. Нос је тамне боје. Вилица је снажна, са јаким зубима савршеног маказастог загриза. Тело је мишићаво, ноге чврсте и јаке, грудни кош дубок и развијен. Реп је кратак, носи га усправно. Длака расте у два слоја. Површински слој је оштар, отпоран на воду, подлака је мека и пружа му савршену заштиту од кише.
Боја длаке иде од крем жуте до црвенкасто риђе, а може бити прошарана и „тиграста“ у нијансама од сиве до скоро потпуно црне. Код керна није дозвољена потпуно црна боја као ни потпуно бела. Тамне ознаке на њушци и ушима су типичне.
Висина се креће од 28 до 31 цм, тежина је у сразмери са висином, а идеална од 6 до 7,5 кг.

## Здравствени проблеми
Керн теријер је једна неуобичајено отпорна и здрава раса, али ипак су подложни проблемима, као што је алергија на буве и склоност ка гојазности. Листа болести које се могу појавити у оквиру примерака ове расе, може се пронаћи на сајту Клуба керн теријера Велике Британије.

## Нега длаке
Иако се негује природан изглед код овог пса, ипак је потребно тримовање на свака два до три месеца због специфичне врсте длаке. Тримовање је посебан начин одстрањивања мртве длаке тримером, односно чупања длаке. То за пса није болно, а подстиче раст новог и јаког крзна. Четкање једном недељно је сасвим довољно.